# Koprowski
Koprowski (forma żeńska: Koprowska; liczba mnoga: Koprowscy) – polskie nazwisko. Na początku lat 90. XX wieku w Polsce nosiły je 4921 osoby, według nowszych, internetowych danych noszą je 5294 osoby. Nazwisko pochodzi od słowa koper i jest najbardziej rozpowszechnione w północno-centralnej i południowo-centralnej Polsce.

## Znane osoby noszące to nazwisko
- Amadeusz Koprowski (ur. 1994) – polski sprinter;
- Andrzej Koprowski (1940-2021) – polski jezuita i dziennikarz;
- Bogusław Koprowski (1940–2017) – polski aktor;
- Franciszek Koprowski (1895–1967) – major Wojska Polskiego i olimpijczyk w pięcioboju nowoczesnym;
- Hilary Koprowski (1916–2013) – polski lekarz, wirusolog i immunolog;
- Irena Koprowska (1917–2012) – polska lekarka i cytolog;
- Jadwiga Giżycka-Koprowska (ur. 1943) – polska prawnik i adwokat;
- Jan Koprowski (1918–2004) – polski pisarz, publicysta, krytyk i tłumacz.
- Marek Koprowski (1947–2009) – polski dziennikarz i publicysta